# Fachada

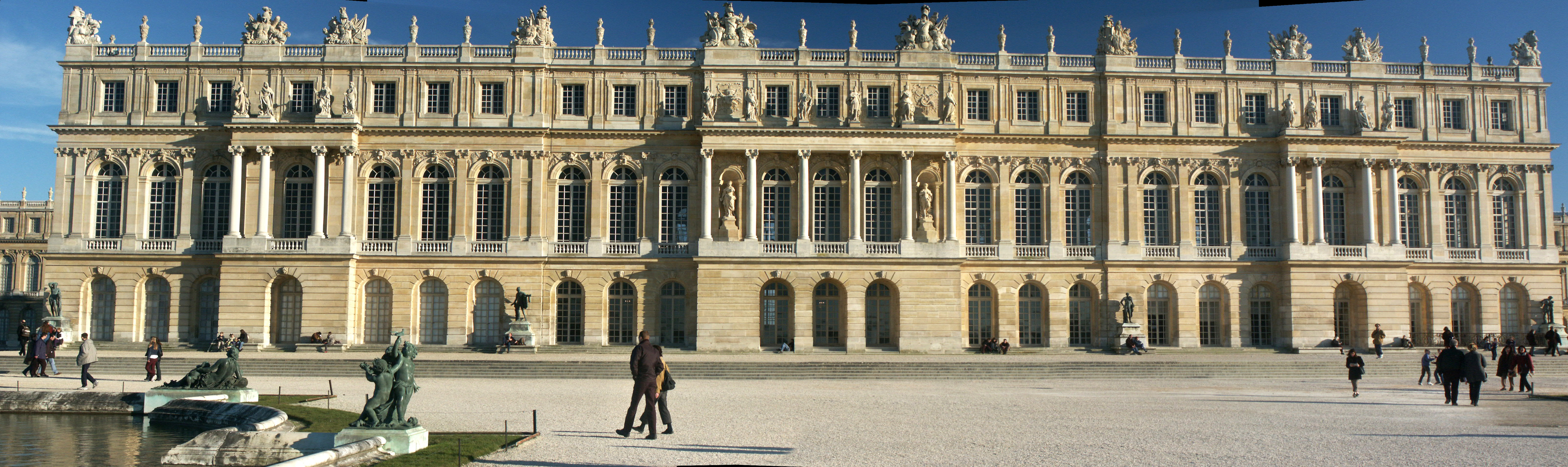
Fachada del palacio de Versalles (Francia).

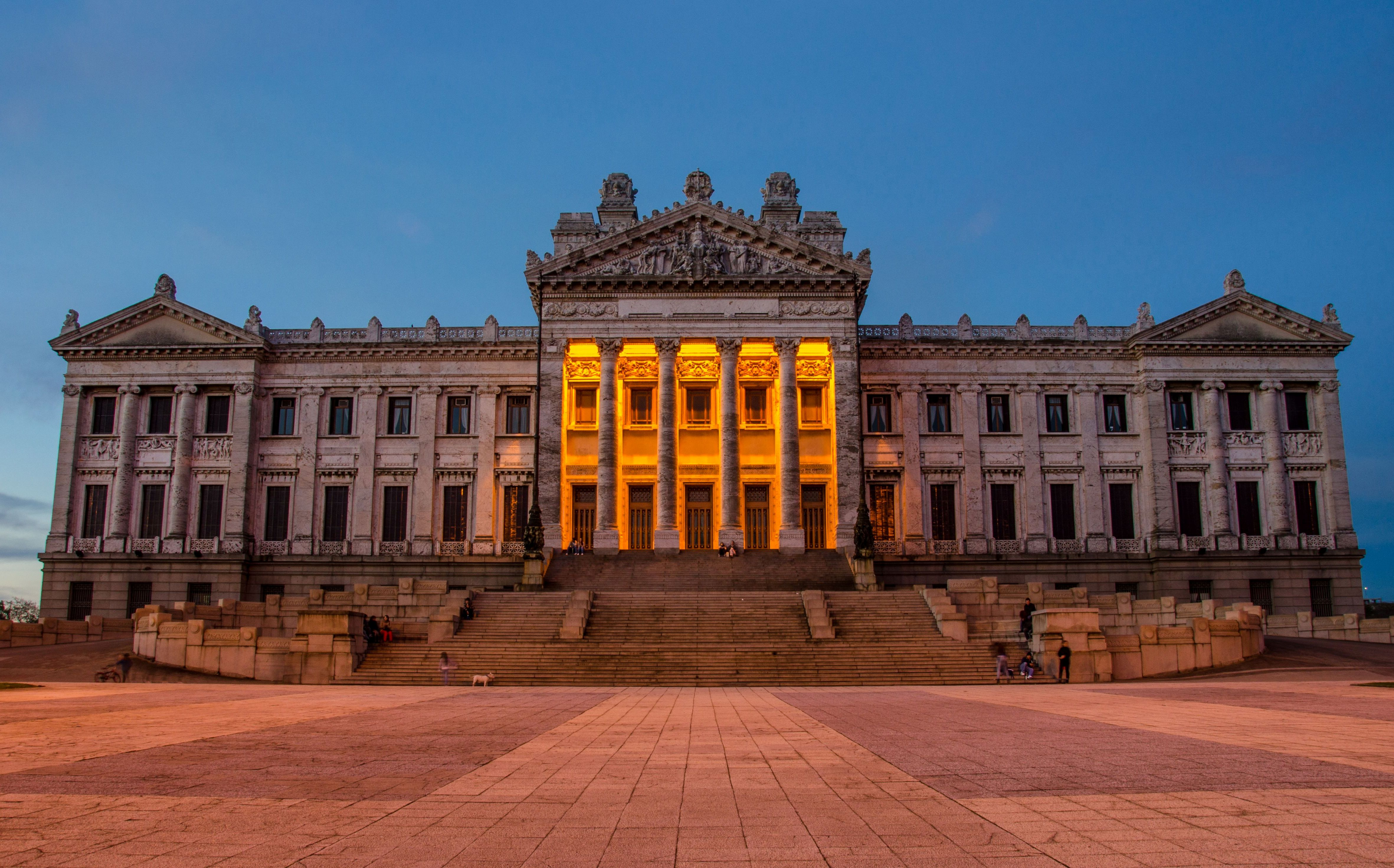
Fachada principal del Palacio Legislativo en la ciudad de Montevideo (Uruguay).

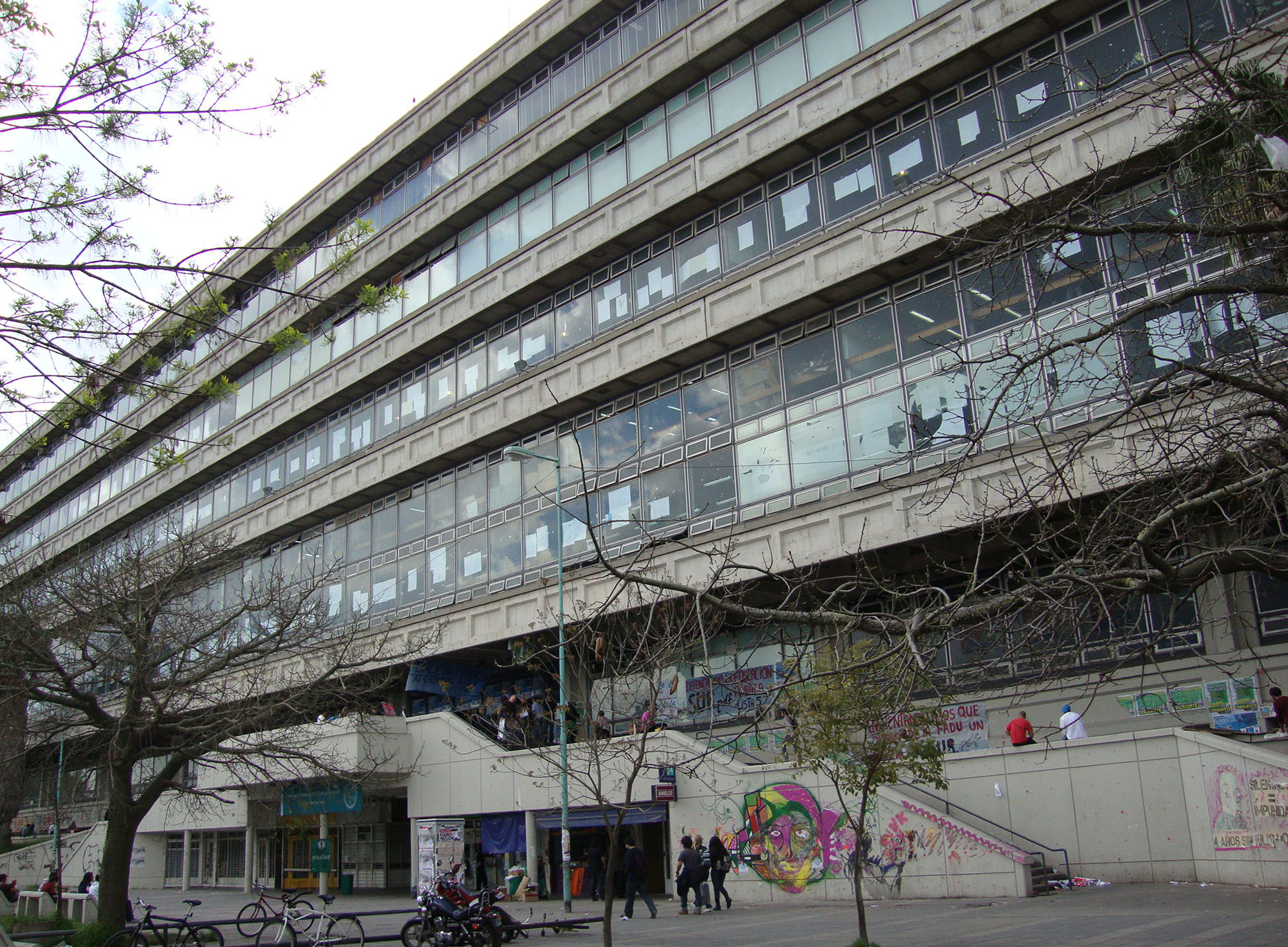
Fachada principal y escalinata de acceso de la Facultad de Arquitectura, Diseño y Urbanismo de la Universidad de Buenos Aires (Argentina).

Una fachada (del latín facies y del italiano facciata, "cara exterior") es, por extensión, cualquier paramento exterior de un edificio; por omisión, cuando se habla de fachada, se hace alusión a la delantera o principal, y se indican más datos en caso contrario (fachada trasera, fachada norte, etc.)
La fachada es objeto de especial cuidado en el diseño arquitectónico, pues al ser la única parte del edificio percibida desde el exterior, muchas veces es prácticamente el único recurso disponible para expresar o caracterizar la construcción. La componente expresiva está tan arraigada en el concepto de fachada, que en ocasiones se hace referencia a la cubierta como la «quinta fachada» cuando esta posee una intención estética. Desde el punto de vista de la ingeniería, la fachada también tiene una gran importancia por su impacto en la eficiencia energética.

## Desarrollo histórico

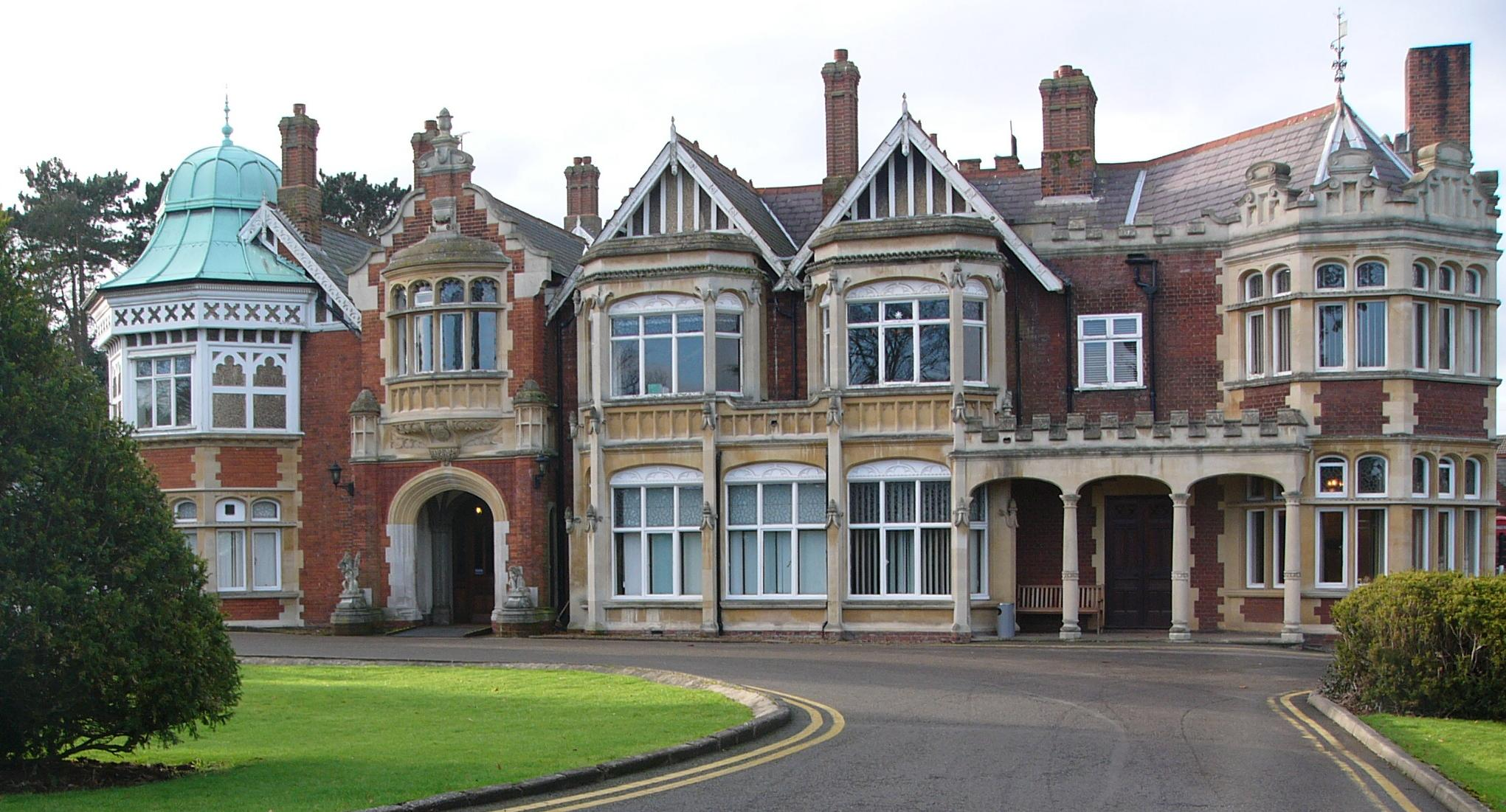
La fachada de Bletchley Park, en Inglaterra, una curiosa mezcla de estilos arquitectónicos diferentes.

Las fachadas a consecuencia del nacimiento de nuevos materiales y acabados han experimentado multitud de transformaciones a lo largo de la historia por su condición de soporte o lienzo para los distintos estilos arquitectónicos. Sin embargo, los cambios más profundos han sido consecuencia de la evolución de las técnicas constructivas.
Tradicionalmente, la fachada ha sido al mismo tiempo la estructura y el cerramiento del edificio, y por tanto la capacidad de abrir huecos para iluminar, ventilar o disponer de vistas al exterior ha sido limitada. El desarrollo histórico de la fachada ha sido pues una carrera tecnológica en pos de ampliar estos necesarios huecos.
El tamaño y disposición de los huecos han estado condicionados fundamentalmente por dos limitaciones: la capacidad para abrirlos (evolución del muro de carga) y la capacidad de protegerlos (evolución del vidrio).

### Fachadas añadidas a edificios anteriores
En la época Georgiana era bastante común que las casas existentes en las ciudades inglesas recibieran una nueva fachada a la moda. Por ejemplo, en la ciudad de Bath, The Bunch of Grapes en Westgate Street parece ser un edificio georgiano, pero la apariencia es sólo superficial y algunas de las habitaciones interiores todavía tienen techos jacobeos con yeserías.
Esta nueva construcción se ha dado también en otros lugares: en Santiago de Compostela se construyó la Casa do Cabido, de tres metros de profundidad, a juego con el orden arquitectónico de la plaza, y la fachada principal churrigueresca de la Catedral de Santiago de Compostela, que da a la Plaza del Obradoiro, está en realidad encajonando y ocultando el antiguo Pórtico de la Gloria.

### La tecnología del vidrio

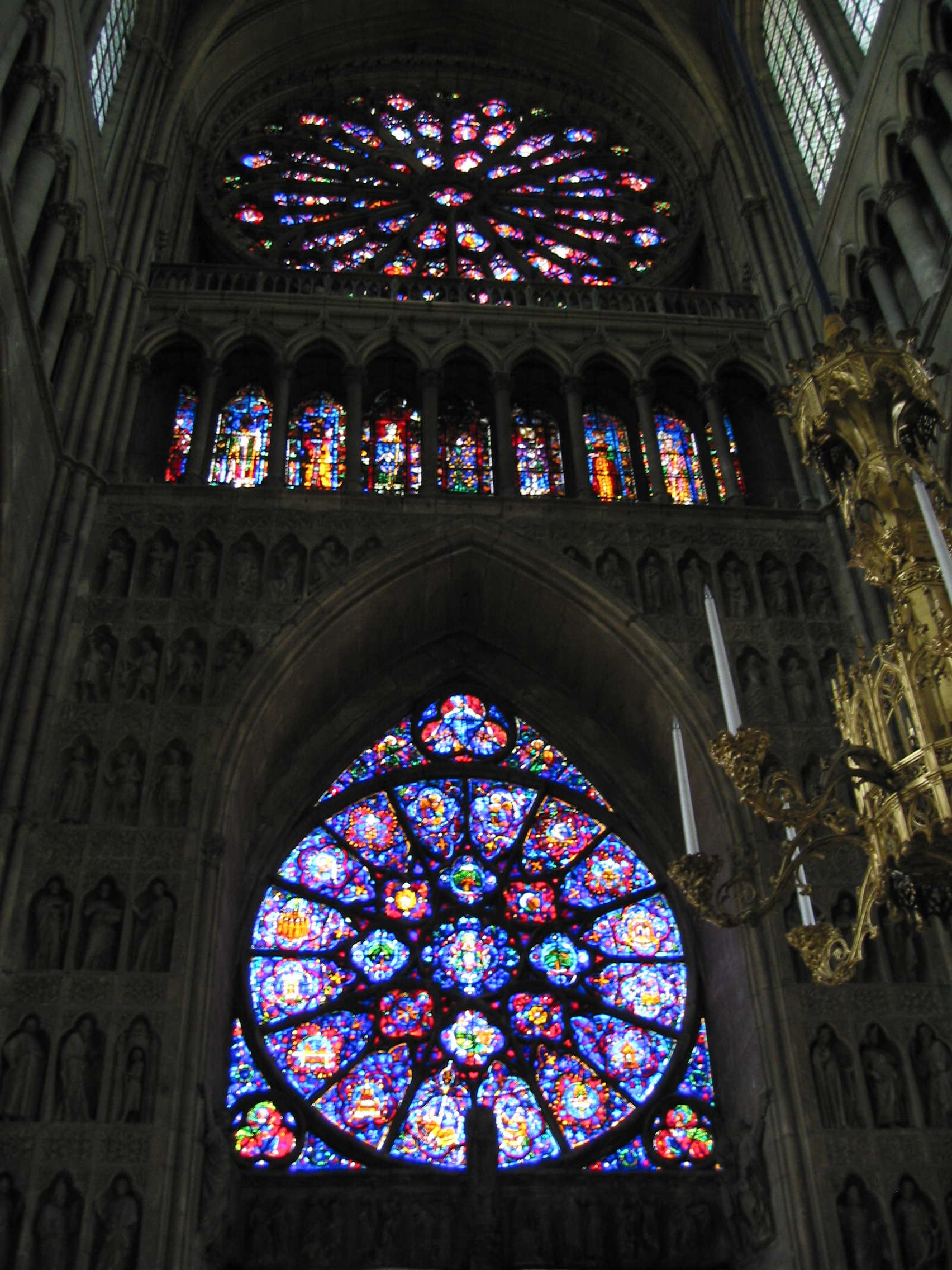
Vitrales en la catedral de Reims (Francia).

Aunque está documentada la existencia del vidrio desde hace más de 5.000 años en Mesopotamia y Egipto, y a pesar de que el imperio romano lo difundiera por Europa ya en el 300 a. C., no se puede hablar de una utilización relevante de este material en la construcción hasta el siglo VII y la expansión árabe. A partir de entonces, la posibilidad de realizar grandes huecos en fachada empezó a generar un interés creciente.
En la antigua Roma, antes de la popularización del vidrio, se empleaba como acristalamiento el lapis specularis, un tipo de roca traslúcida de yeso del tipo de la selenita.
La incapacidad para fabricar vidrios de grandes dimensiones se resolvió subdividiendo las hojas de ventana en rectángulos más pequeños, capaces de ser tapados con una única pieza de vidrio más pequeña, o emplomando varios vidrios. La costumbre actual de subdividir los paños de ventana en rectángulos más pequeños es una reminiscencia estética que ha perdurado desde entonces.
En el empleo del vidrio en fachadas, destaca su uso en las catedrales, especialmente las góticas. Los maestros de obras supieron convertir el problema del tamaño de los huecos en una virtud: crearon magníficas vidrieras diseñando figuras elaboradas con pequeñas piezas de vidrio tintado que sujetaban con un armazón de plomo. Además, idearon el amplio rosetón gótico.

### La evolución del muro
Una vez superado el problema de proteger el hueco con vidrio, las limitaciones se debieron al carácter estructural de la fachada. La apertura de un hueco obligaba a su pieza superior, el dintel, a soportar la carga del edificio. Esto impedía practicar huecos demasiado anchos, por lo que las aperturas adoptaron formas verticales para aumentar en lo posible la superficie de iluminación. También era necesario disponer los huecos alineados unos encima de otros, de manera que se facilitase la trasmisión de la carga del edificio por el resto del muro. Al igual que con el vidrio, y a pesar de no ser ya necesaria, esta composición de fachada con ventanas verticales y regulares ha sobrevivido hasta nuestros días como una herencia cultural.

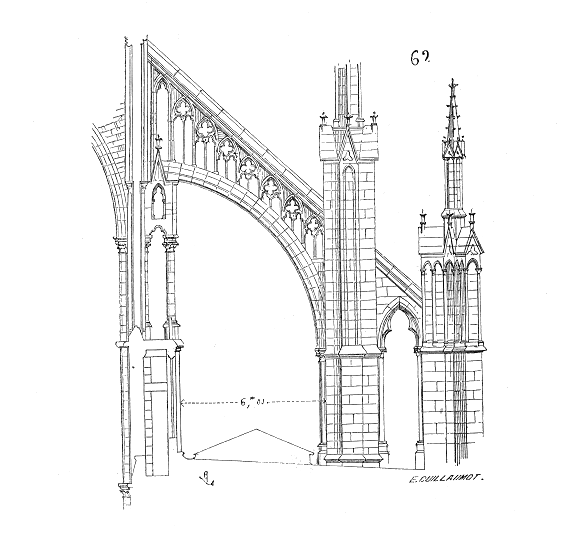
Arbotantes y contrafuertes en la catedral de Amiens (Francia).

Para aumentar el tamaño del vano, en edificios singulares tradicionalmente se empleó el arco de medio punto. En el periodo gótico floreció el arco apuntado. Un gran avance en el tratamiento de fachadas surgió con las catedrales góticas, cuando se solucionó el problema de los grandes huecos al compartir la fachada su función estructural con otros elementos.
La revolución consistió en la sustitución del los tradicionales muro de carga por pilares, utilizar arcos apuntados, y desviar la carga de la cubierta mediante arbotantes a unos contrafuertes exteriores. De esa manera la fachada, liberada del peso, podía disponer de amplios huecos que se cerraban con grandes vidrieras.
El empleo del acero estructural a finales del XIX, y del hormigón armado a principios del XX, terminó definitivamente por liberar a la fachada de su dependencia estructural. Los arquitectos del Movimiento Moderno exploraron las posibilidades de una fachada libre, popularizando la ventana corrida y los huecos horizontales en lugar de los tradicionales verticales, utilizándolos tanto por adecuarse mejor a la visión de las personas, como para evidenciar su independencia de la estructura.

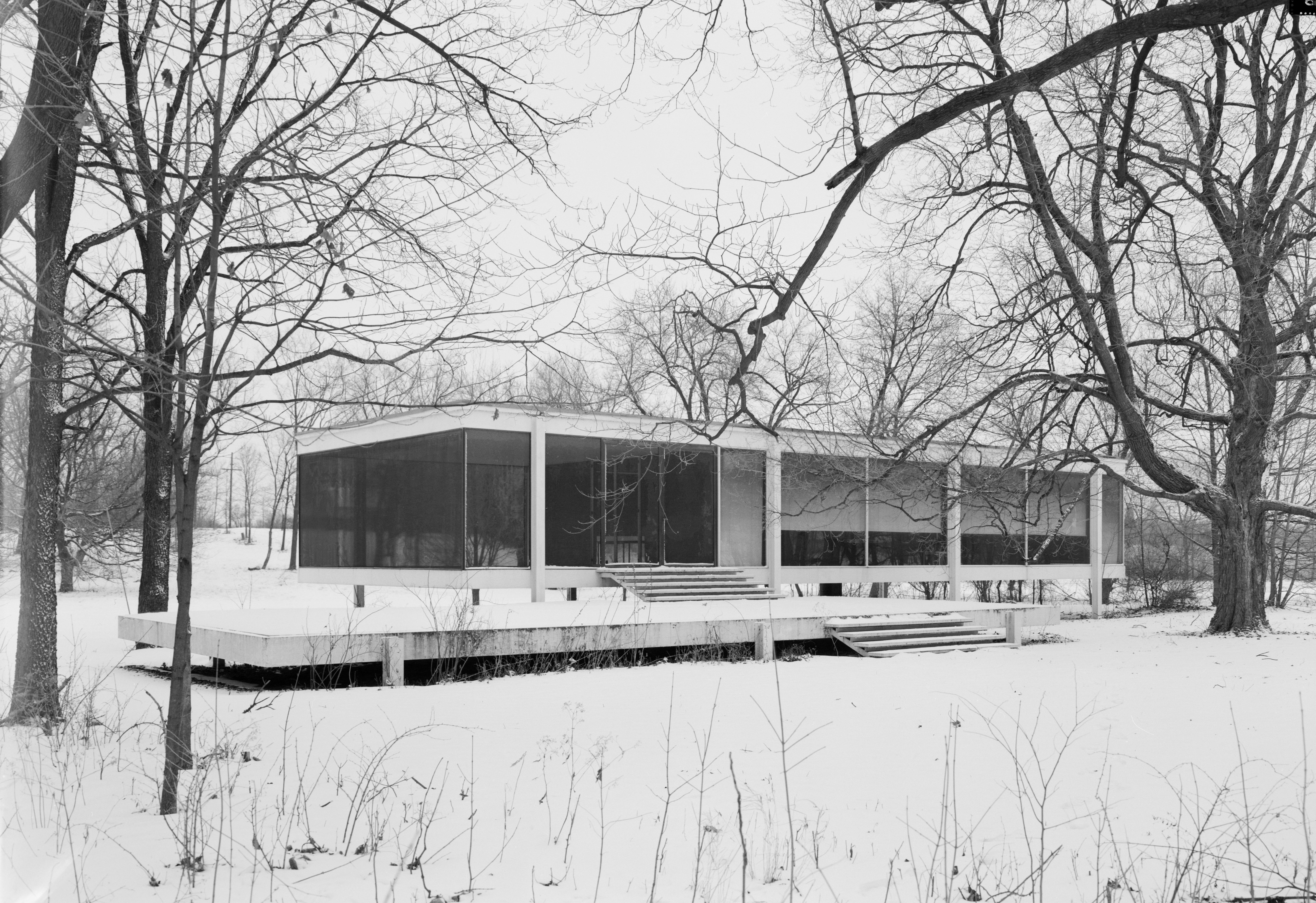
Casa Farnsworth en Illinois (Estados Unidos).

El último paso conceptual quizás lo ejecutara Mies van der Rohe en 1946, al diseñar la Casa Farnsworth, donde la vivienda disuelve definitivamente la fachada, culminándose así el largo proceso evolutivo del hueco.
La fachada contemporánea se distingue por una composición irregular de huecos que atiende a las necesidades de iluminación interiores, en lugar de estar motivada por consideraciones estructurales. También se está explorando con distintas formas y materiales (plásticos, titanio, textiles).

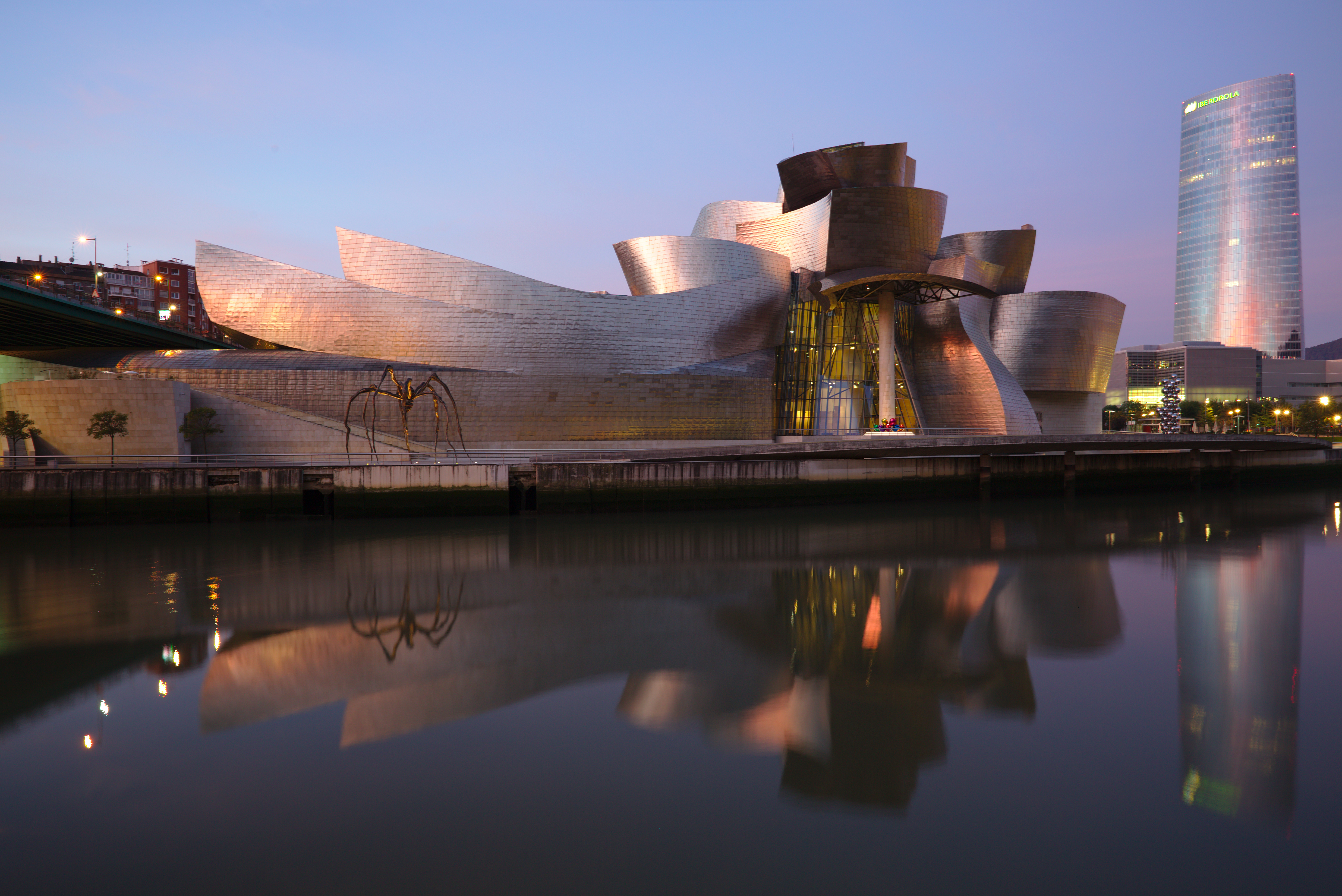
Museo Guggenheim en Bilbao (España).

No menos importantes son las consecuencias de la aparición de la informática y los ordenadores, que con sus aplicaciones de CAD y su capacidad de cálculo han posibilitado abandonar la clásica concepción plana de la fachada, permitiendo un tratamiento más volumétrico de la misma. Edificios como el Guggenheim de Bilbao son un ejemplo ya clásico de esta nueva revolución.
En un futuro próximo, es posible que la fachada adopte una nueva funcionalidad como superficie de captación de energías renovables.

## Funcionamiento
Las fachadas, además de la función estética, deben satisfacer otros requisitos: deben ser impermeables al agua, y aislar el interior térmica y acústicamente. La sección tipo de una fachada convencional se compone de dos hojas: una exterior, normalmente de ladrillo, y otra interior, que puede ser de ladrillo o de otros materiales como el cartón-yeso. Entre esas dos hojas se coloca un aislante térmico, para lo que usualmente se utilizan materiales como el poliuretano, la fibra de vidrio o la lana de roca. Para evitar condensaciones intersticiales, además, se coloca en el lado caliente del aislante una barrera de vapor. Por último, es necesaria una pequeña separación de uno o dos centímetros para permitir que ventile el vapor de agua y no empape el aislamiento, inutilizándolo.
El grosor de un muro de fachada no obedece tanto a necesidades de estabilidad o resistencia como a la necesidad de masa para el aislamiento acústico y de espacio para alojar el aislante y su cámara de aire.

## Tipologías constructivas

### Fachada ligera
Las fachadas ligeras funcionan como una piel colgada del edificio. Como su propio nombre indica, son ligeras, y no contribuyen a la estabilidad de la estructura. 
Debido a su poca masa, son malas aislantes del ruido, por lo que no son aplicables para edificios que requieran ambientes silenciosos, como por ejemplo el uso residencial. Tampoco suelen funcionar bien como aislantes térmicos, exigiendo generalmente un gasto extra en calefacción o aire acondicionado. Sin embargo, su reducido peso, su gran capacidad para permitir la entrada de luz, y su rapidez de montaje las hacen idóneas para rascacielos y una gran variedad de espacios públicos.
Se componen de tres elementos:
- Montantes: elementos de sujeción verticales que se anclan a la estructura del edificio.
- Travesaños o perfiles secundarios: elementos horizontales anclados a los montantes, y que terminan de conformar el armazón.
- Cerramiento: puede ser de vidrio o paneles ligeros (fibrocemento, madera, aluminio). Estos pueden ser fijos o practicables.

En función de si la «piel de fachada» es continua o se interrumpe en cada forjado, las fachadas ligeras se pueden clasificar en «muros cortina» o «fachada panel», respectivamente.}

#### Materiales más usados en fachadas ligeras
Actualmente, se emplean muchos materiales para la fabricación de fachadas ligeras. Pero en estos últimos años se ha visto un crecimiento de notar en los siguientes materiales:
- Fachadas en alucobond
- Fachadas en paneles de yeso
- Fachadas en aluminio
- Fachadas en vidrio
- Fachadas EN CHAPUELAS

Cada uno estos materiales tienen métodos y diseños diversos para su implementación, lo cual los convierte en materiales idóneos para la construcción de fachadas con diseños modernistas. Adicionalmente, a esto son fachadas resistentes a ambientes hostiles, más sin embargo, requieren de constante mantenimiento para su durabilidad.

### Fachada pesada
Esta categoría abarca todas las fachadas tradicionales, ya sean de ladrillo visto, enfoscados, aplacados, de piedra, de madera u otras, además de las trasventiladas y las prefabricadas.

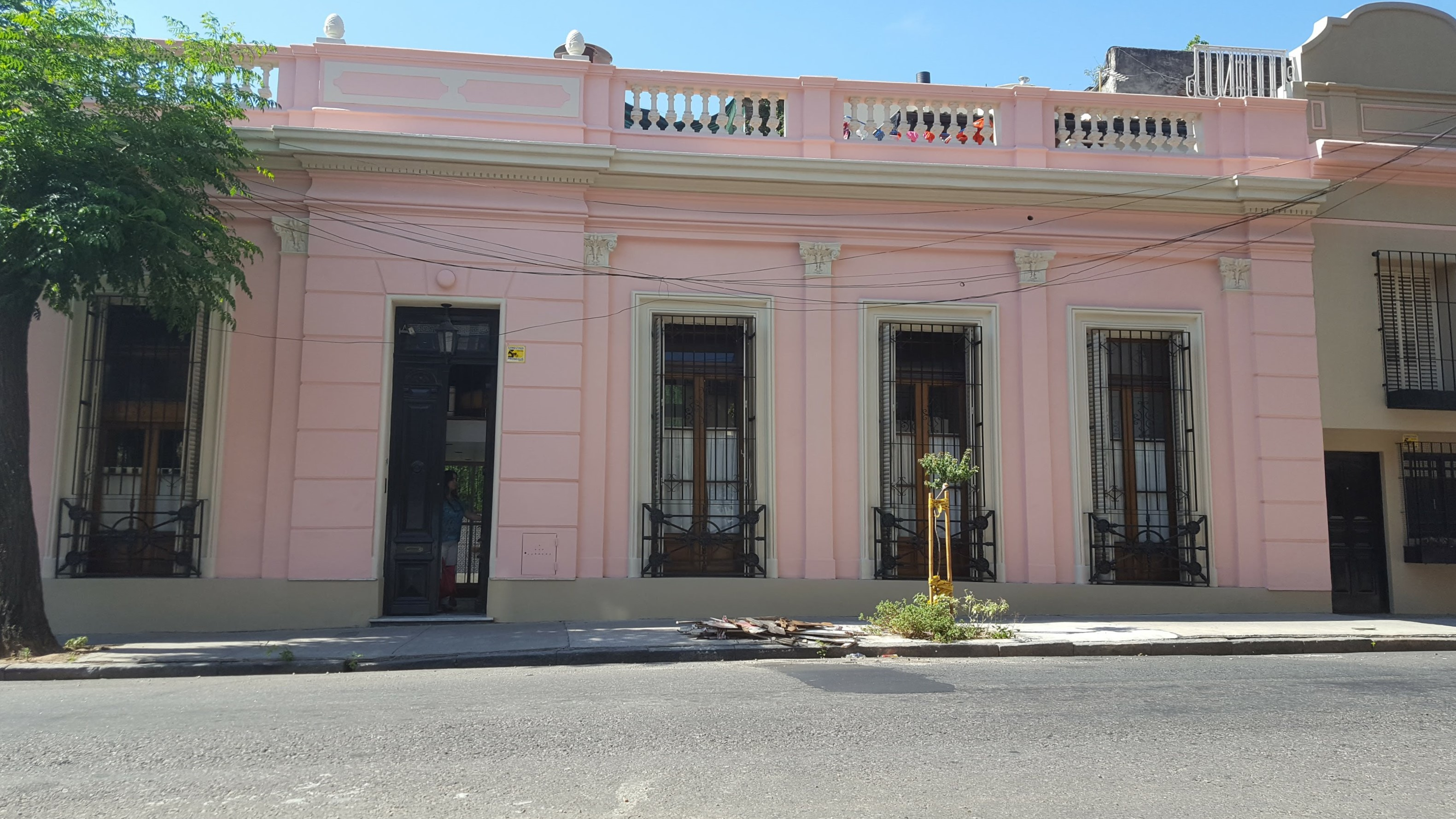
Fachada tradicional de una Casa Chorizo de Argentina

#### Fachadas trasventiladas

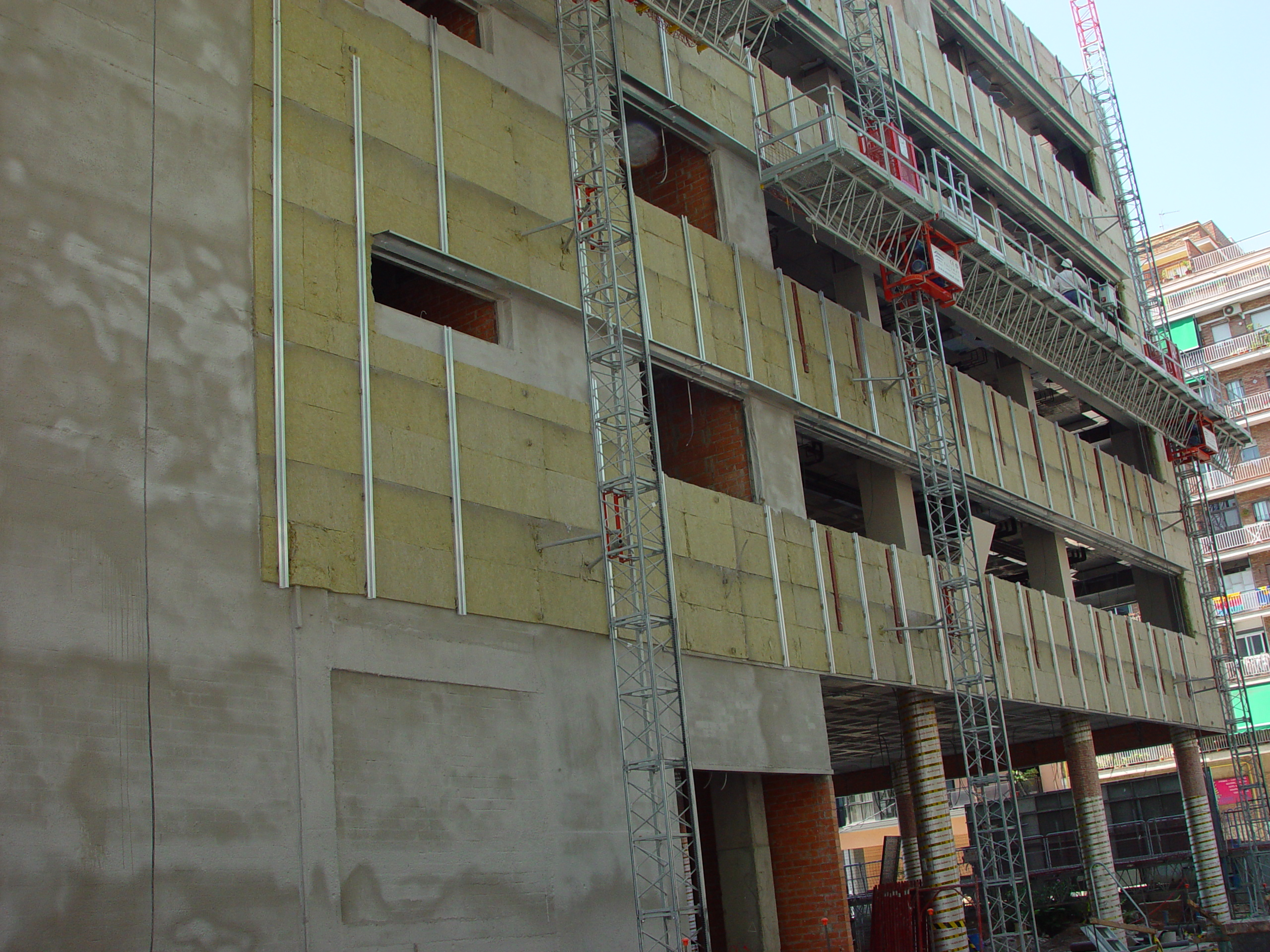
«Manta» de lana de roca en una fachada trasventilada.

Son parecidas a los muros cortina. También constan de montantes, travesaños y cerramientos pero, a diferencia de las anteriores, los montantes se anclan a muros de fábrica, y las piezas de cerramiento son pesadas: normalmente placas de piedra o cerámica.
Al existir una hoja de cerramiento interior (habitualmente de ladrillo), las placas no necesitan presentar una junta estanca, y en el montaje se separan entre sí unos pocos milímetros, permitiendo que el aislamiento térmico ventile por esas rendijas. Este tipo de fachadas se suele utilizar en edificios institucionales, debido a que ofrece una elevada calidad de acabado.

#### Fachadas prefabricadas
Son fachadas compuestas por módulos de pared que vienen hechos de taller, ensamblándose unos a otros en obra. Según sea su nivel de prefabricación, pueden incluso montarse paredes de fachada con las ventanas o la puerta ya instaladas. El material más utilizado en prefabricación es el hormigón, aunque también está extendido el uso de madera, y otros materiales más modernos como el GRC. Los sistemas de unión entre los distintos módulos ya vienen incorporadas en las propias piezas, de modo que suelen ser construcciones de junta seca.
Las ventajas de este método residen en un mayor control de calidad, al fabricarse las piezas en taller, y en un proceso de montaje muy rápido que no demanda mucha mano de obra. Por este motivo en países industrializados, donde la mano de obra es comparativamente más cara que los materiales, está ganando popularidad.

### Muro cortina

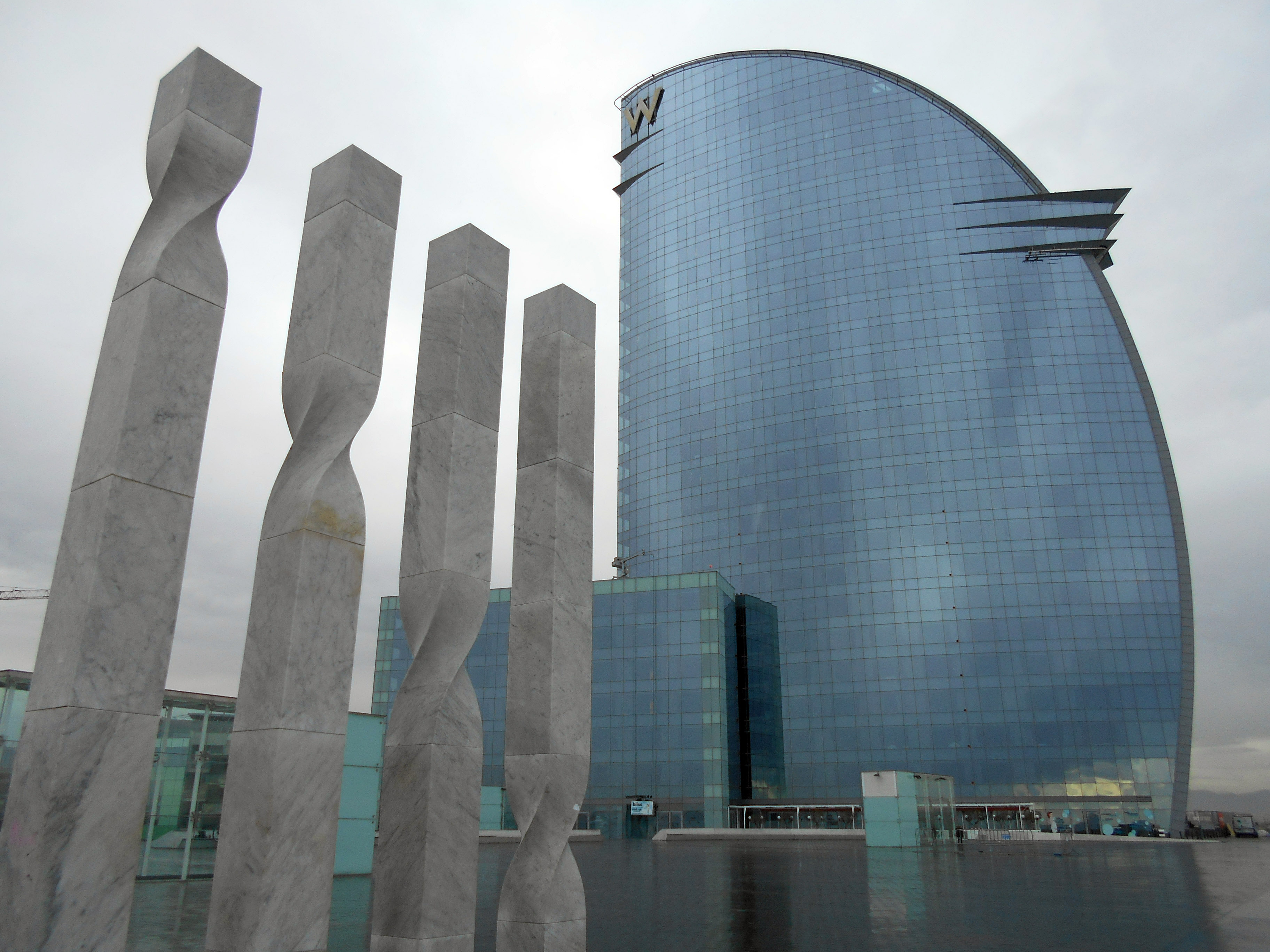
Muro cortina del hotel W Barcelona

Un muro cortina (en inglés curtain wall) es un sistema de fachada, generalmente ligera y hecha de vidrio, independiente de la estructura resistente del edificio, que se construye de manera continua por delante de ella. Un muro cortina está diseñado para resistir a la fuerza del viento, así como su propio peso, y transmitirla a los forjados. Generalmente, los muros cortina se construyen mediante la repetición de un elemento prefabricado modular que incluye los necesarios elementos de protección, apertura y accesibilidad según las necesidades.

## Fachada comercial

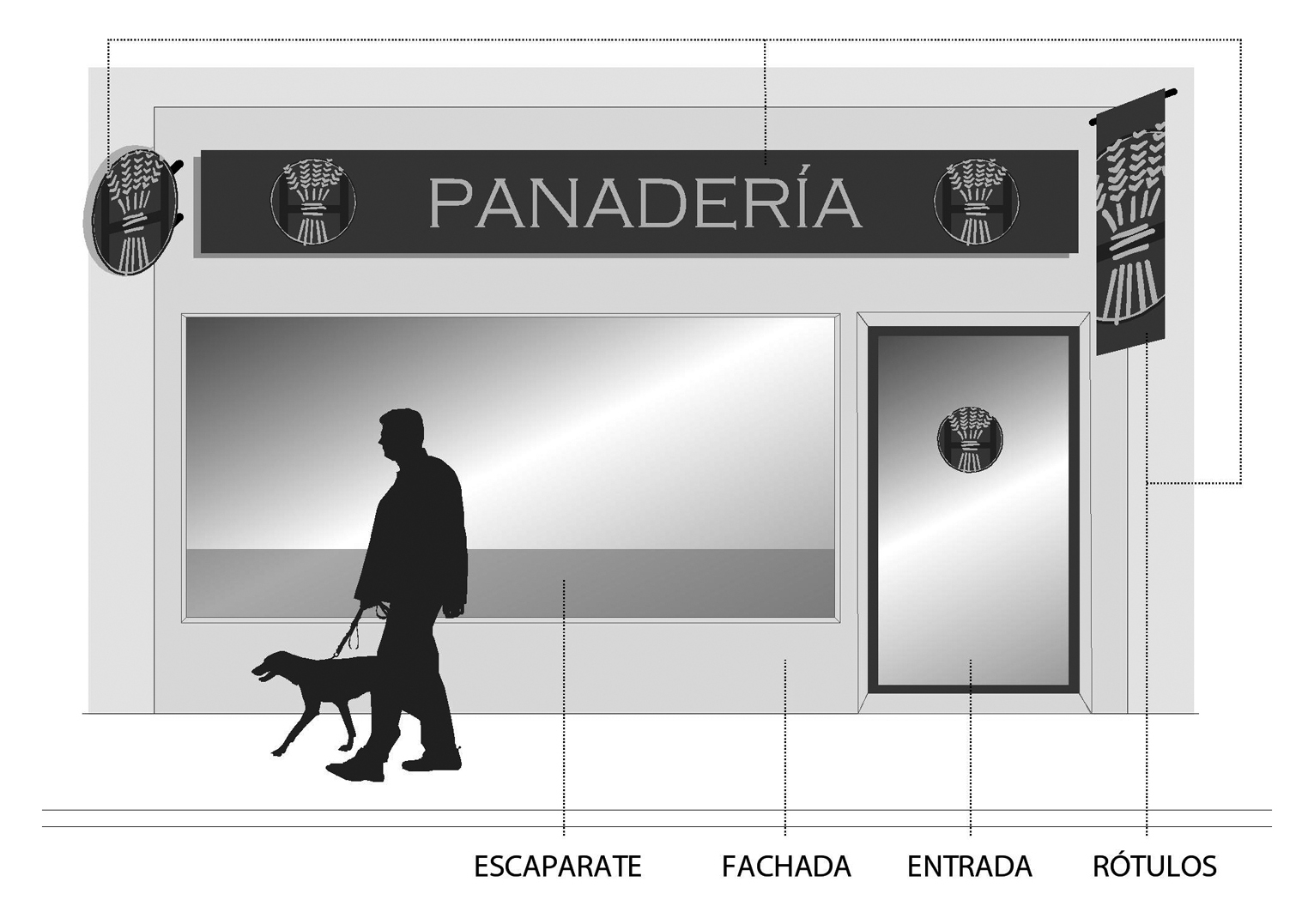
Fachada ficticia de una panadería.

La fachada de un establecimiento comercial es su «tarjeta de visita». La fachada de algunos centros comerciales es el soporte de diversas acciones de publicidad, promoción y animación.
La comunicación a través de una fachada comercial se basa en el modelo AIDA (atención, interés, deseo y acción). Se trata de que la fachada adelante lo que ofrece el establecimiento en su interior. El exterior de un establecimiento, tienda o centro comercial, está configurado por la fachada, los rótulos, la entrada y el escaparate. Estos cuatro elementos dan a conocer su personalidad y estilo comercial.

## Fachadas añadidas a edificios anteriores
Era bastante común en el período georgiano (arquitectura georgiana) que las casas existentes en las ciudades inglesas recibieran una nueva fachada de moda. Por ejemplo, en la ciudad de Bath, The Bunch of Grapes en Westgate Street parece ser un edificio georgiano, pero la apariencia es superficial y algunas de las habitaciones interiores todavía tienen techos de escayola de estilo jacobino.
Esta nueva construcción se ha dado también en otros lugares: en Santiago de Compostela se construyó la Casa del Cabildo de tres metros de profundidad a juego con el orden arquitectónico de la plaza, y la principal fachada churrigueresca de la Catedral de Santiago de Compostela, frente a la Plaza del Obradoiro, en realidad encierra y oculta el antiguo Pórtico de la Gloria.